# Unk
Unk (* 28. November 1981 als Anthony Platt in Atlanta, Georgia – dort auch bekannt als DJ Unk; † 24. Januar 2025) war ein US-amerikanischer Rapper und DJ.

## Leben
DJ Unk fing 1998 an Platten aufzulegen. Dabei traf er DJ Jelly und DJ Montay, deren DJ-Verbund namens Southern Style DJs er beitrat. Zusammen traten sie auf High-School-Partys, -Abschlussbällen, -Solidaritätsveranstaltungen und anderen Ereignissen in Georgia auf. Dadurch wurde das in Atlanta ansässige Underground-Label Big Oomp auf ihn aufmerksam, das ihn unter seine Fittiche nahm um seine Fähigkeiten zu verbessern. Er erschien nun regelmäßig auf Mixtapes, sowohl auf seinen eigenen, als auch auf denen von anderen DJs. 
2006 entwickelte sich dann, nach einem Gastauftritt auf Dem Franchize Boyz (die mit Unk auf die High School gingen) Album On Top of Our Game, seine Single Walk It Out von einem regionalen zu einem nationalen Hit, der bis auf Platz 10 der Billboard-Singlecharts vorstieß. Im selben Jahr folgte mit "2Step" ein weiterer Hit, der in den US-Charts Platz 24 erreichte. Im Anschluss daran veröffentlichte er sein Debütalbum Beat’n Down Yo Block. Im Alter von 28 Jahren erlitt DJ Unk 2009 einen Herzinfarkt und zog sich daraufhin vorübergehend aus dem Musikgeschäft zurück. Ab 2012 veröffentlichte er aber wieder Songs.
Er starb im Januar 2025 im Alter von 43 Jahren an einem Herzinfarkt.

## Diskografie

### Alben
- 2006: Beat’n Down Yo Block
- 2008: 2econd Season

### Singles
- 2006: Walk It Out
- 2006: 2 Step
- 2007: Hit the Dance Floor
- 2008: Show Out
- 2011: Wiggle

### Features
- 2007: 2XL feat. DJ Unk – Magic City (Remix)
- 2007: Rock On (Do the Rockman) (Montana Da Mac featuring DJ Unk)
- 2007: Cupid Shuffle (Remix) (Cupid featuring Unk and Fabo)
- 2007: Hokey Pokey (Wine-O featuring Unk)
- 2007: Video (Johnta Austin featuring Unk and Jermaine Dupri)
- 2007: Now Hit the Dance Flo (Wine-O featuring Unk)